# Бейнум, Эдуард ван
Эдуард Александер ван Бейнум (нидерл. Eduard Alexander van Beinum, МФА: [ˈeˑdyˌwɑrt vɑmˈbɛinʏm], вместе [ˈeˑdyˌwɑrtfɑmˈbɛinʏm]; 3 сентября 1900, Арнем — 13 апреля 1959, Амстердам) — нидерландский дирижёр.

## Биография
Происходил из семьи музыкантов: дед был дирижёром военного оркестра, отец играл на контрабасе в Арнемском филармоническом оркестре, музыкантами стали и три брата ван Бейнума.
С ранних лет брал уроки игры на скрипке и фортепиано. С 1918 играл в скрипичной группе Арнемского оркестра. Будучи студентом Амстердамской консерватории, дирижировал любительскими оркестрами, а также хором амстердамской церкви Святого Николая.
В 1927—1931 гг. дирижёр Хаарлемского оркестра. В 1929 году впервые выступил с оркестром Консертгебау, в 1931 г. стал его вторым дирижёром под началом Виллема Менгельберга, а в 1938 разделил с Менгельбергом пост главного дирижёра.
В 1943 г. отказался дирижировать благотворительным концертом в пользу нацистов и пригрозил в случае принуждения уйти с должности. В 1945 г. в ходе денацификации Менгельберг был отстранён от руководства оркестром; ван Бейнум получил выговор, но не настолько серьёзный, чтобы помешать ему сохранить пост. Он руководил Консертгебау до конца жизни.
В 1947—1949 гг. одновременно возглавлял Лондонский филармонический оркестр, в 1956—1959 гг. Лос-Анджелесский филармонический оркестр.
Умер от инфаркта, репетируя с оркестром Первую симфонию Брамса. Похоронен в деревне Гардерен (провинция Гелдерланд), где у него был загородный дом.